# وضعیت اورشلیم

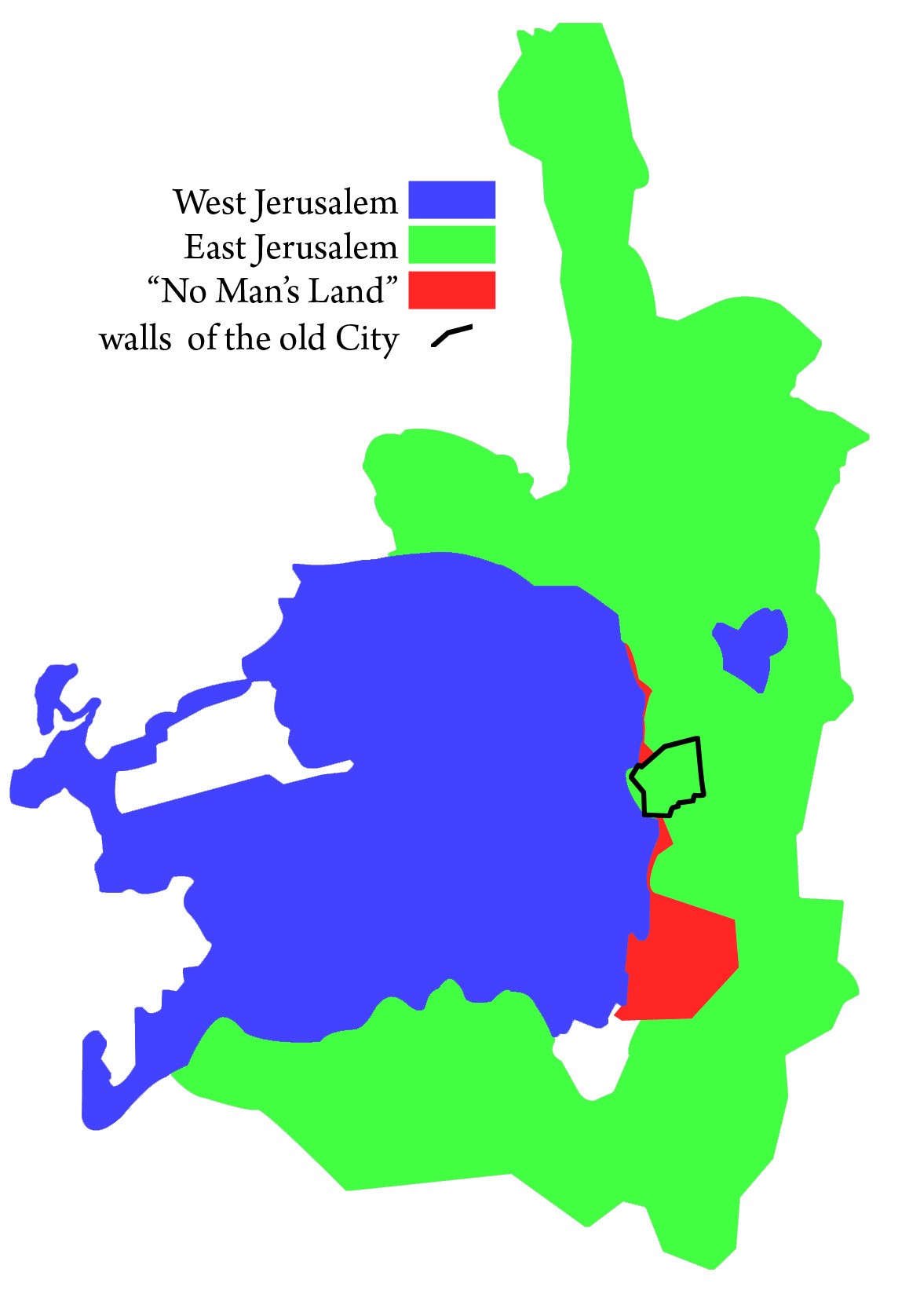
نقشه اورشلیم

وضعیت اورشلیم (انگلیسی: Status of Jerusalem) به دلیل اختلاف ارضی طولانی‌مدت بین اسرائیل و فلسطینی‌ها، که هر دو آن را به عنوان پایتخت خود می‌شناسند، به عنوان یکی از حل‌نشدنی‌ترین مسائل در درگیری فلسطین و اسرائیل توصیف شده است. بخشی از این مسئله حاکمیت به نگرانی‌ها در مورد دسترسی به اماکن مقدس در ادیان ابراهیمی گره خورده است. فضای مذهبی فعلی در اورشلیم توسط "وضعیت موجود" امپراتوری سابق عثمانی تأیید می‌شود. از آنجایی که فرایند صلح اسرائیل و فلسطین در درجه اول گزینه چاره دوکشوری را هدایت کرده است، یکی از بزرگترین نقاط اختلاف، اورشلیم شرقی بوده است که تا آغاز اشغال اسرائیل در سال ۱۹۶۷ بخشی از کرانه باختری ضمیمه شده به اردن بود.
سازمان ملل متحد اورشلیم شرقی (و کرانه باختری به طور کلی) را به عنوان قلمرو یک کشور مستقل فلسطینی به رسمیت می‌شناسد و بنابراین ادعای اسرائیل بر آن نیمی از شهر را رد می‌کند. اجماع گسترده‌تری در میان جامعه بین‌المللی در مورد پایتختی اورشلیم غربی وجود دارد، زیرا این شهر در قلمرو حاکمیت اسرائیل (طبق خط سبز) قرار دارد و از زمان توافق‌نامه‌های آتش‌بس ۱۹۴۹ تحت کنترل اسرائیل شناخته شده است.
اکثر کشورها و سازمان‌ها از اختصاص اورشلیم غربی و اورشلیم شرقی به عنوان پایتخت به ترتیب برای اسرائیلی‌ها و فلسطینی‌ها حمایت می‌کنند؛ این موضع توسط سازمان ملل متحد، اتحادیه اروپا، و فرانسه و دیگران تأیید شده است. روسیه، که عضو گروه چهارجانبه درباره خاورمیانه است، در حال حاضر اورشلیم شرقی را به عنوان پایتخت فلسطین و اورشلیم غربی را به عنوان پایتخت اسرائیل به رسمیت می‌شناسد.
اکثر کشورهای عضو سازمان ملل متحد معتقدند که وضعیت نهایی این شهر باید از طریق مذاکرات حل و فصل شود و بنابراین ترجیح داده‌اند سفارتخانه‌های خود در اسرائیل در تل‌آویو مستقر شوند و منتظر توافق نهایی در مورد وضعیت باشند. شش کشور در اورشلیم سفارتخانه‌هایی در اسرائیل دارند: ایالات متحده آمریکا، گواتمالا، هندوراس، پاپوآ گینه نو، پاراگوئه و جمهوری مورد مناقشه کوزوو.